# Матиас Морис
Матиас Йозеф Морис (роден 3 юли 1987) е немски футболист от полски произход, който играе като нападател.

## Кариера
Морис започва професионалната си кариера в Нормания Швабиш. През 2006 г. преминава в дублиращия отбор на Щутгарт, където играе до 2008 г., отбелязвайки 7 гола в 56 мача. След като договорът му изтича, той не го подновява и подписва с Кикерс Офенбах, където за един сезон бележи 4 гола в 29 мача. През лятото на 2009 г. подписва с Черноморец (Бургас). През декември 2010 г. е освободен.

## Статистика по сезони
| Сезон    | Отбор           | Първенство | Мачове | Голове |
| -------- | --------------- | ---------- | ------ | ------ |
| 2005/06  | Нормания        | Оберлига   | 30     | 4      |
| 2006/07  | Щутгарт II      | Трета лига | 32     | 3      |
| 2007/08  | Щутгарт II      | Трета лига | 24     | 4      |
| 2008/09  | Кикерс          | Трета лига | 29     | 4      |
| 2009/10  | Черноморец (Бс) | А група    | 20     | 3      |
| 2010/ес. | Черноморец (Бс) | А група    | 9      | 0      |